# V250 (електропоїзд)
V250 також відомий як Albatros, швидкісний поїзд побудований італійською компанією AnsaldoBreda для роботи на високошвидкісних лініях в Нідерландах і Бельгії .

## Історія

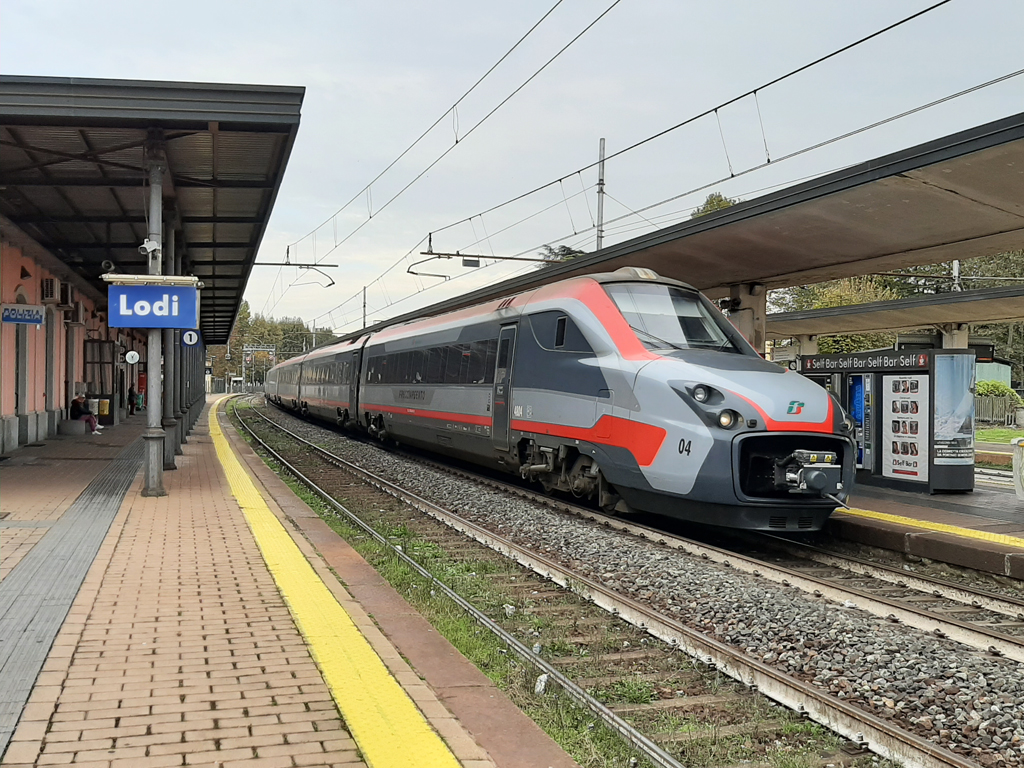
ETR.700 in Lodi

Розпочати експлуатацію спочатку планували 1 квітня 2007 , але поїзди були доставлені дуже пізно; випробування поїзда розпочалися лише в 2008 році, і лише в квітні 2009 перший поїзд прибув до Нідерландів. Незважаючи на тривалий період будівництва, були виявлені серйозні конструктивні недоліки, які необхідно усунути на заводі в Італії.
Серйозні технічні проблеми, викликані снігом і льодом, під час зимової експлуатації призвели до призупинення обслуговування від 17 січня 2013 року.

## Інтер'єр

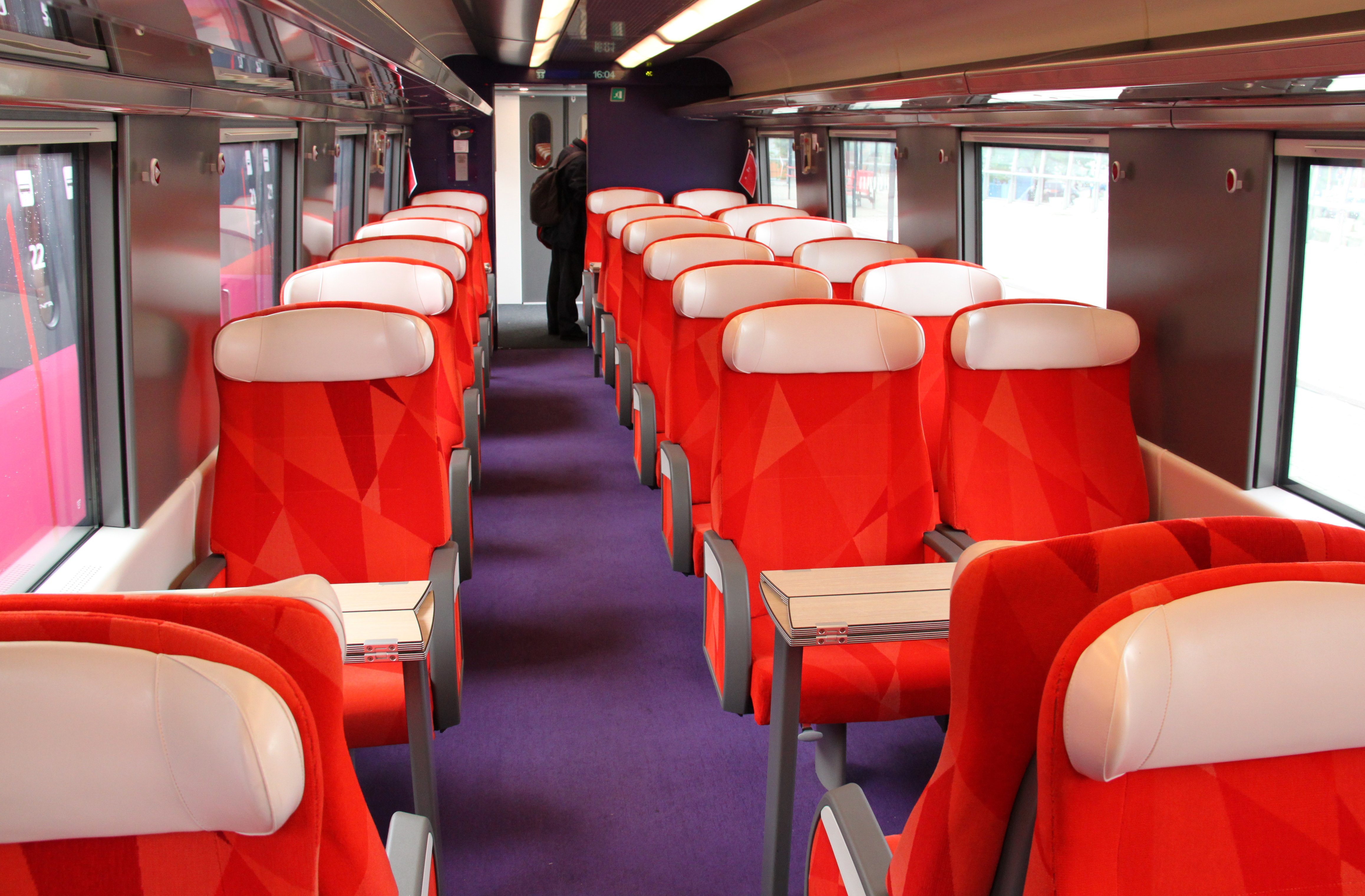
Перший клас
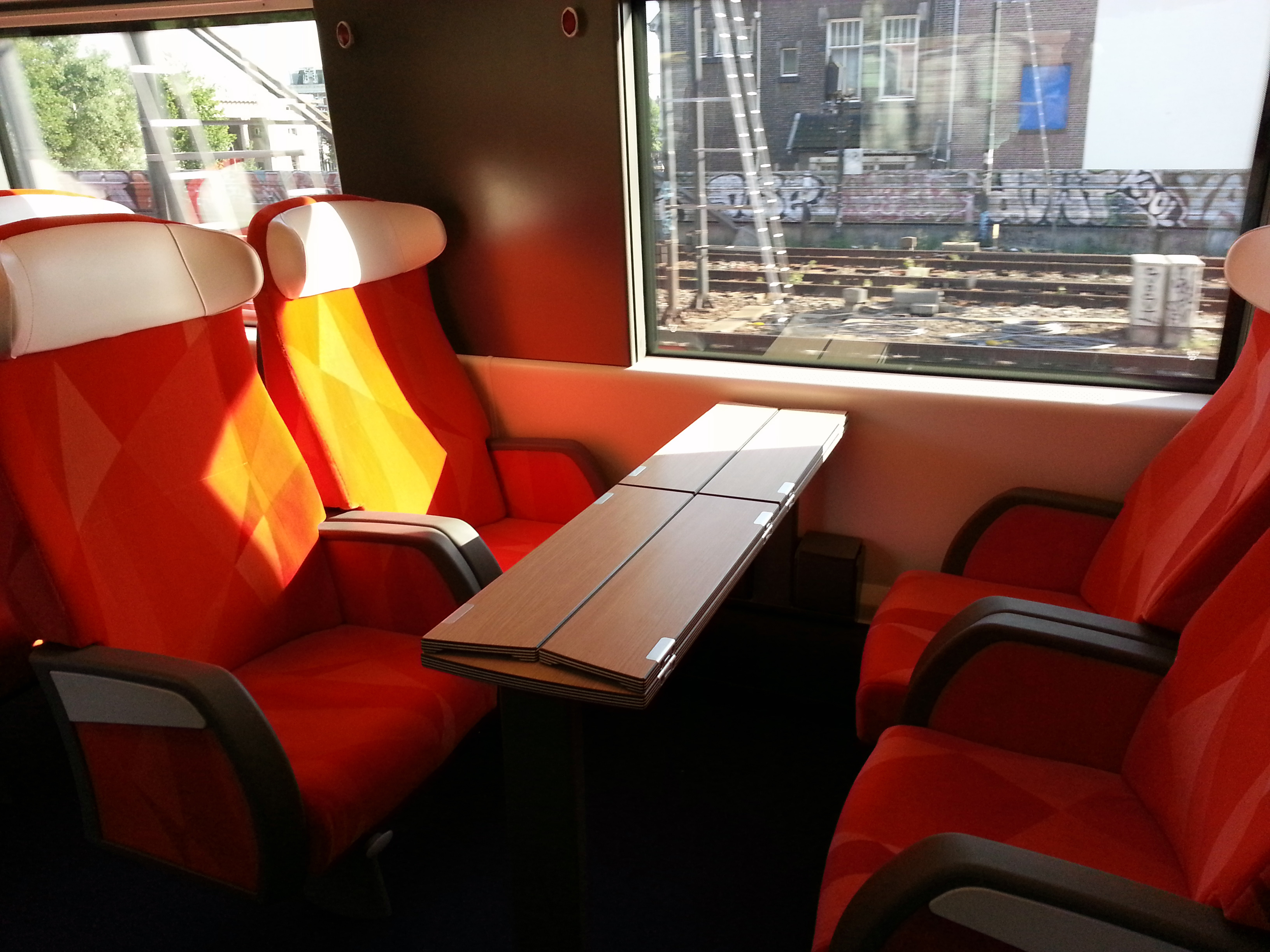
Перший клас
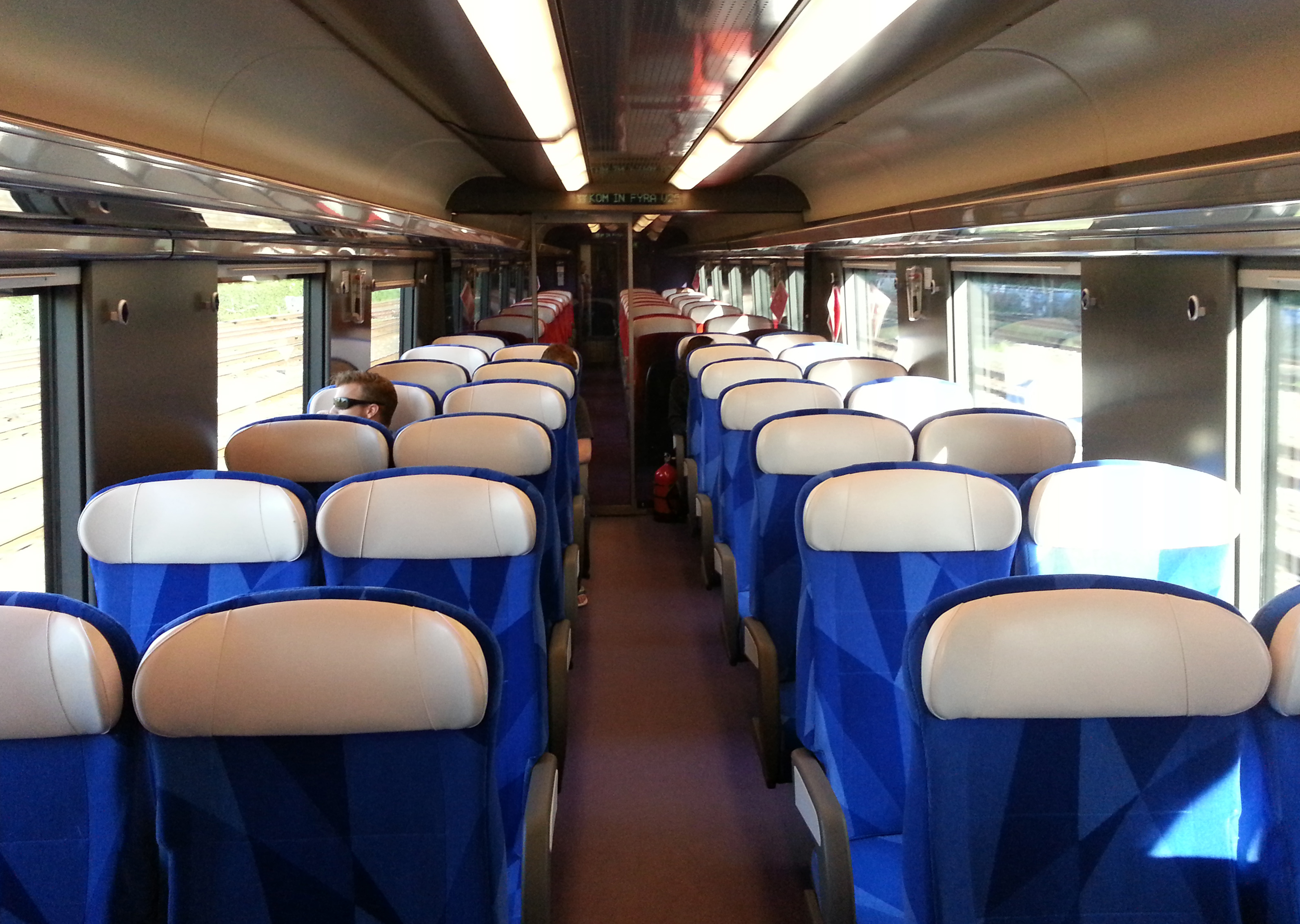
Другий клас
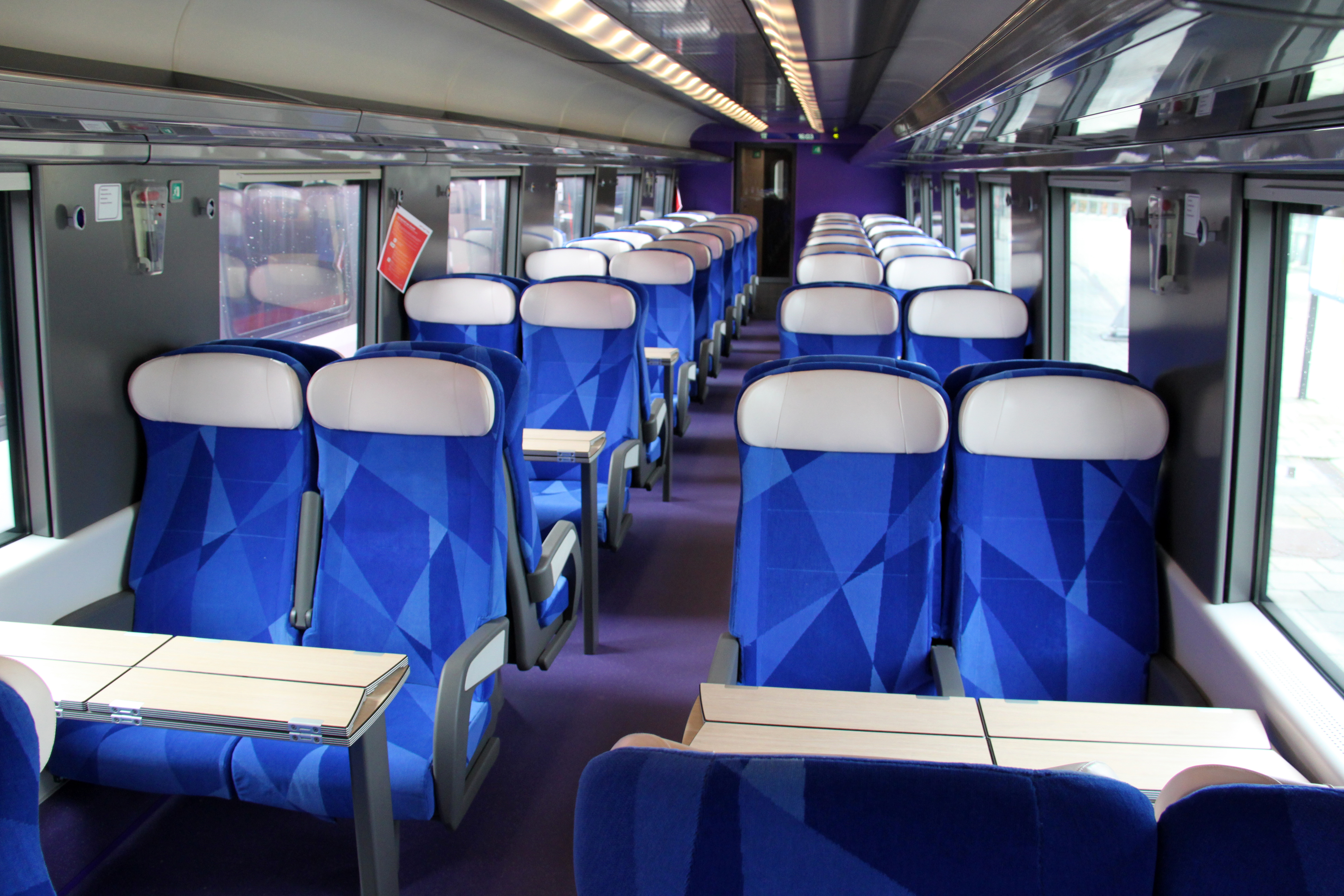
Другий клас
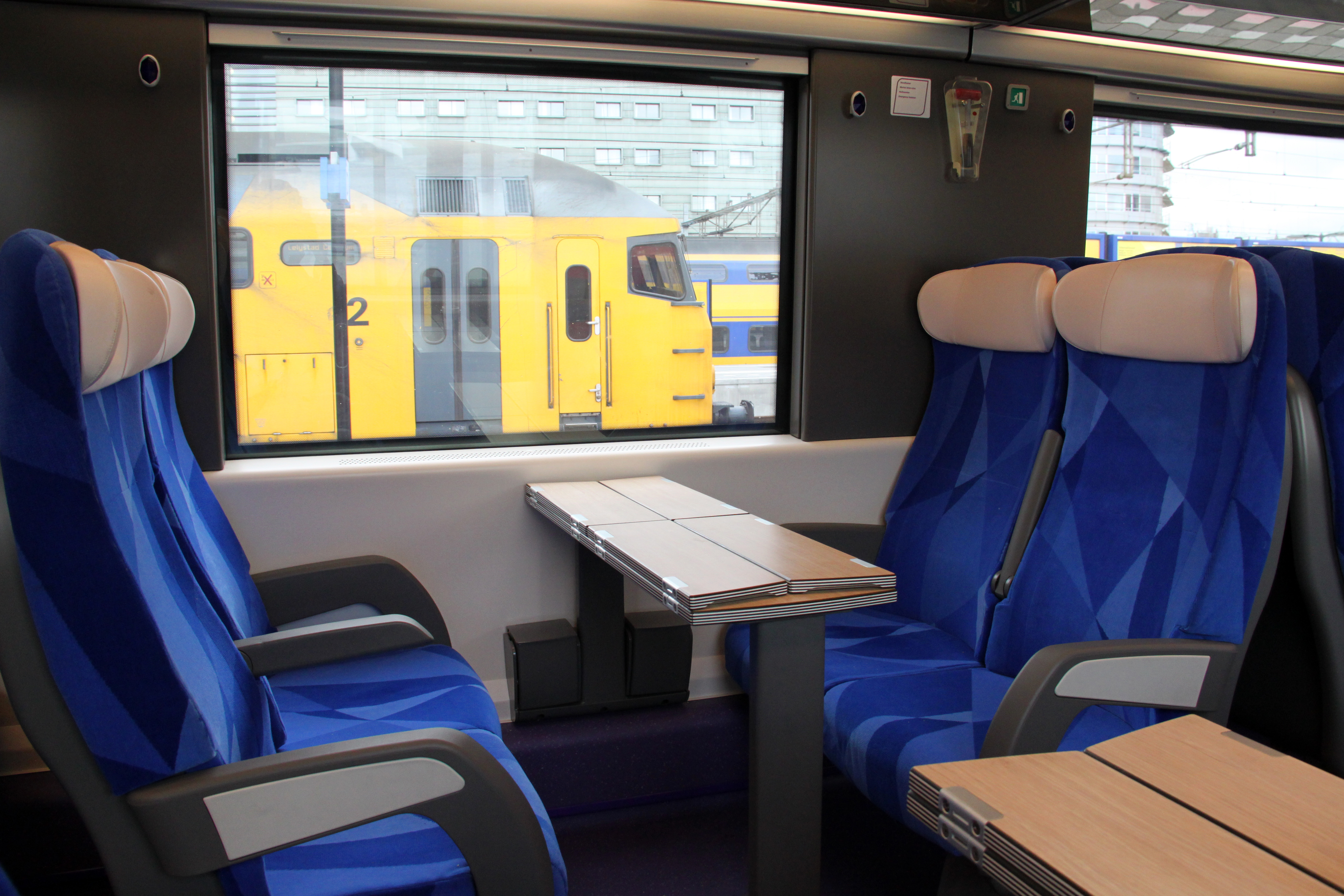
Другий клас
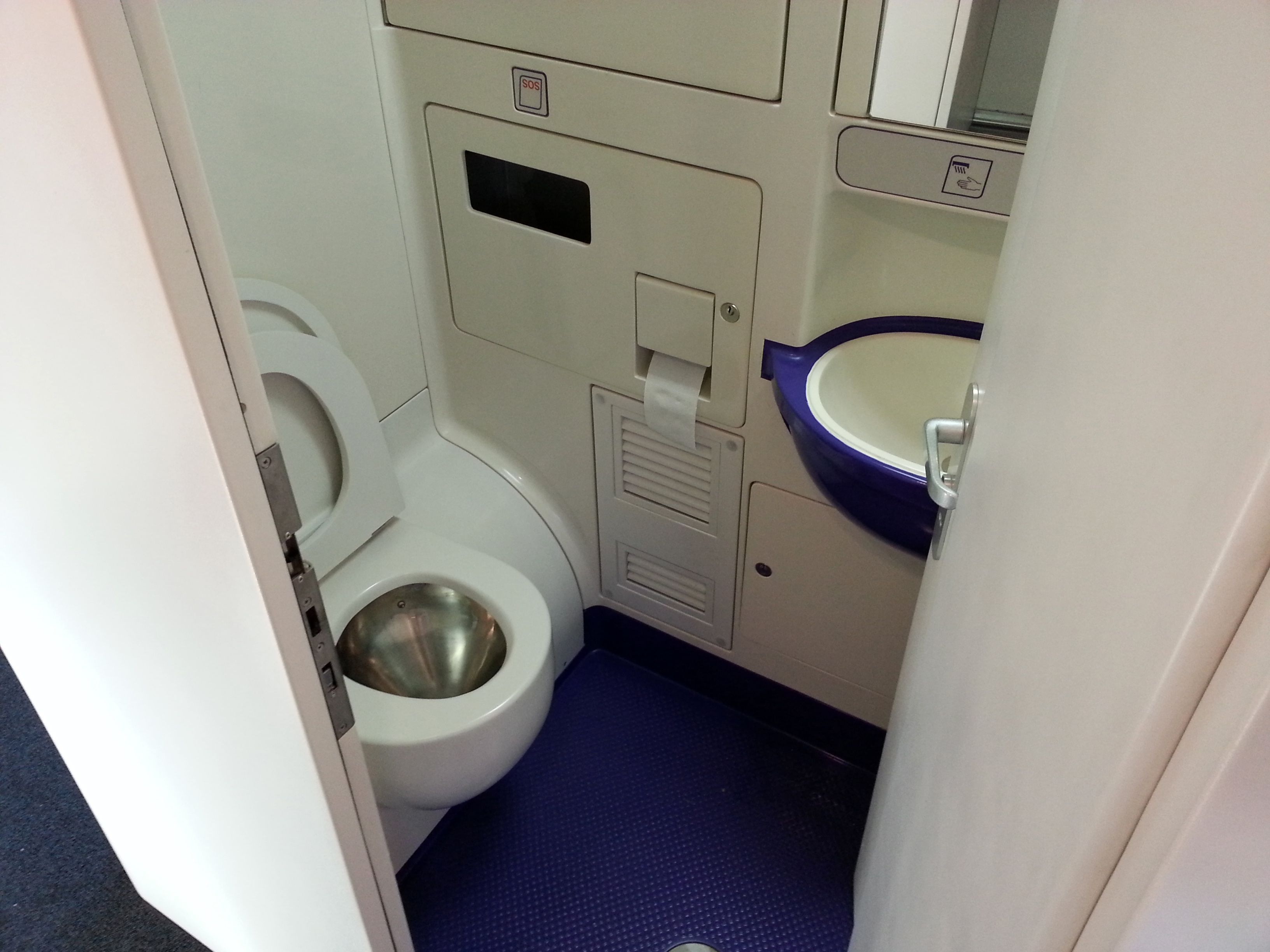
Туалет